# Super Seria 2002: Sztokholm
Super Seria 2002: Grand Prix Sztokholmu, The Hammer Strength – indywidualne, drugie w 2002 r. zawody siłaczy z cyklu Super
Serii.
Data: 23 listopada 2002 r.

Miejsce: Sztokholm  Szwecja
WYNIKI ZAWODÓW:
| Miejsce | Zawodnik             | Kraj              | Punkty              |
| ------- | -------------------- | ----------------- | ------------------- |
| 1.      | Hugo Girard          | Kanada            | 81                  |
| 2.      | Svend Karlsen        | Norwegia          | 71                  |
| 3.      | Žydrūnas Savickas    | Litwa             | 68,5                |
| 4.      | Martin Muhr          | Niemcy            | 65                  |
| 5.      | Mariusz Pudzianowski | Polska            | 64                  |
| 6.      | Anders Johansson     | Szwecja           | 63                  |
| 7.      | Raimonds Bergmanis   | Łotwa             | 53                  |
| 8.      | Jarosław Dymek       | Polska            | 52,5                |
| 9.      | Odd Haugen           | Norwegia          | 44                  |
| 10.     | Juha-Matti Räsänen   | Finlandia         | 36,5                |
| 10.     | Brian Schoonveld     | Stany Zjednoczone | 36,5                |
| 12.     | Gregor Edmunds       | Szkocja           | 36                  |
| 13.     | Jan Bártl            | Czechy            | 31,5                |
| 14.     | Jorma Paananen       | Szwecja           | 18,5 (kontuzjowany) |